# Titi Botez
Titi Botez (n. 1902, București - d. 1957, București) a fost un cântăreț român și un cunoscut interpret de tangouri, romanțe și melodii populare românești din perioada interbelică. În perioada 1932-1934 înregistrează nenumărate discuri la casa Odeon.

## Biografie
S-a născut în anul 1902 la București, ca fiu al violonistului Titi Botez (1870-1959) și al soției sale Emilia (n. Botezescu). Talentul muzical îl moștenește de la tatăl și de la bunicul său care au fost ambii violoniști. A urmat cursul de canto clasic la Academia Regală de Muzică și Artă Dramatică din București, după ce trecuse și pe la Conservatoarele particulare Alberto della Pergola  și Egizio Massini. 
A debutat în 1918 în compania Maximilian-Leonard, la vestita terasă Oteteleșanu, în muzicalul Contele de Luxemburg. După șase ani, a trecut în compania Bulandra-Maximilian-Storin-Manolescu. A jucat în numeroase piese ca: Revizorul, Burghezul gentilom, Aripi frânte, Discipolul diavolului și Dama cu camelii.
În teatrul de revistă a debutat la Vox în 1931. A fost vedeta Teatrului de Revistă Cărăbuș, unde a activat din 1939 până la moartea lui Constantin Tănase, în 1945, jucând în ultimii ani în comediile muzicale ale lui Vasile Vasilache. A cântat și sub bagheta lui Ion Vasilescu la Teatrul de revistă „Alhambra” (până la aducerea lui Ion Dacian de la Opera Română din Cluj), sfârșindu-și prea timpuriu, cariera de solist vocal la Teatrul de Stat de Estradă din Capitală.
Într-un caiet al unui spectacol din epocă era descris astfel:
„Titi Botez. Un cântec bătrânesc depe vremea „când sărmanul tatăl meu era tânăr cum sunt eu”. O verigă între opereta de altădată și cea de azi. Un actor depe vremuri cu mentalitatea de atunci. Un trubadur și un boem.”
A cântat la restaurantele și barurile cele mai rafinate (Zissu, Colonade, Dori-Parc) cu cele mai bune orchestre ale perioadei. A lansat la Radio paginile muzicale de referință ale marilor compozitori ai epocii, precum: Ion Vasilescu, Gherase Dendrino, Elly Roman, Petre Andreescu, Claude Romano, Ionel Fernic, Nello Manzatti, Nicolae Vlădoianu, George Corologos, Mișu Constantinescu.
A fost poreclit de presa românească de atunci „eternul îndrăgostit”.
După moda epocii și cerințele publicului vremii, Titi Botez a cântat și el frumoase tangouri, dintre care se pot menționa, într-o ordine aleatorie: „Adio!”, „Ai să iubești odată și tu!”, „Azi noapte te-am visat...”, „Crizanteme”, „Femeia...eterna poveste”, „Marcitta”, „Mi-e dor de sărutarea ta!”, „O vorbă de mi-ai spune...”, „Ieri, la întâlnire”, „Pentru tine am plâns”, „Săraca păpușică plânge!...”, „Povestea unui pierde-vară”, „Tangolita”, „Sub balcon eu ți-am cântat o serenadă”, „Un plânset de vioară”.

## Filmografie
A apărut în filmele Bing-Bang în 1935 (film regizat de cuplul umoristic Stroe și Vasilache), Doamna de la etajul II în 1937 (alături de orchestra lui Petrică Moțoi; film pierdut) și Allo, București! în 1944.